# Albert Dekker
Thomas Albert Ecke Van Dekker (20 de dezembro de 1905 – 5 de maio de 1968) foi um ator e político americano conhecido por seus papéis em Dr. Cyclops, The Killers (1946), Kiss Me Deadly e The Wild Bunch.

## Juventude e carreira
Dekker nasceu no Brooklyn, Nova Iorque, filho único de Thomas e Grace Ecke Van Dekker. Estudou na Richmond Hill High School (Queens, Nova York), onde atuou em produções teatrais. Em seguida, frequentou o Bowdoin College, onde se formou em pré-medicina, com planos de se tornar médico. Seguindo o conselho de um amigo, decidiu seguir a carreira de ator. Estreou profissionalmente como ator em uma companhia de ações de Cincinnati em 1927. Poucos meses depois, Dekker participou da produção da Broadway da peça "Marco Millions", de Eugene O'Neill.
Após uma década de aparições no teatro, Dekker se transferiu para Hollywood em 1937 e fez seu primeiro filme, The Great Garrick, de 1937. Ele passou a maior parte do resto de sua carreira de ator no cinema, mas retornava aos palcos de vez em quando.
Ele substituiu Lee J. Cobb como Willy Loman na produção original de Death of a Salesman, de Arthur Miller, e durante uma temporada de cinco anos na Broadway, no início dos anos 1960, interpretou o Duque de Norfolk em A Man for All Seasons, de Robert Bolt.
Dekker apareceu em cerca de 70 filmes entre as décadas de 1930 e 1960, mas seus quatro papéis famosos nas telas foram como um cientista louco no filme de terror de 1940 Dr. Cyclops, como um gênio do crime em The Killers de 1946, como um perigoso traficante de combustível atômico em Kiss Me Deadly de 1955 e como um detetive ferroviário inescrupuloso no faroeste The Wild Bunch de Sam Peckinpah, lançado em 1969. Em 1959, ele interpretou um Texas Ranger em The Wonderful Country. Ele raramente foi escalado para papéis românticos, mas no filme Seven Sinners, que apresenta um romance entre Marlene Dietrich e John Wayne, Dietrich parte com o personagem de Dekker no final do filme. Dekker foi um ator convidado frequentemente memorável – geralmente um vilão – em inúmeras séries de TV dos anos 1950 a 1968, como Rawhide, The Man From UNCLE, Mission: Impossible, Climax!, Bonanza e I Spy. O papel de Dekker como Pat Harrigan em The Wild Bunch foi sua última aparição nas telas; ele morreu mais de um ano antes do lançamento do filme.

## Vida pessoal
Em 4 de abril de 1929, Dekker casou-se com a ex-atriz Esther Guerini. O casal teve dois filhos, aos quais deram os nomes de John e Benjamin, e uma filha, a quem deram o nome de Jan, mas se divorciaram em 1964.
Em abril de 1957, o filho de 16 anos de Dekker, John, suicidou-se com um rifle .22. Isso aconteceu na casa da família em Hastings-on-Hudson, Nova York. Durante todo o ano, ele trabalhou em um silenciador para o rifle. Essa morte foi considerada acidental.
Em seu relato extenso sobre a produção de The Wild Bunch, o escritor W.K. Stratton descreve Dekker como "completamente maluco" e possivelmente a pessoa mais problemática em um set cheio de excêntricos. De acordo com o ator R. G. Armstrong, Dekker apareceu no remoto local de filmagem do filme no México em 1968 com uma garota de 13 anos que ele descreveu como sua esposa, dizendo às pessoas (falsamente) que ele era médico e que, após as filmagens, se aposentaria da atuação para ajudar os africanos empobrecidos.

### Político
O interesse de Dekker pela política fora das telas o levou a ganhar uma cadeira na Assembleia Estadual da Califórnia pelo 57º Distrito da Assembleia em 1944. Dekker serviu como membro democrata da Assembleia até 1946.
Durante a era McCarthy, ele criticou abertamente as táticas do senador americano Joseph McCarthy. Como resultado, Dekker foi colocado na lista negra de Hollywood e passou a maior parte do período da lista negra trabalhando na Broadway, em vez de em Hollywood (mas trabalhou ao longo da década de 1950, incluindo um papel em Kiss Me Deadly).

## Morte
Em 5 de maio de 1968, Dekker foi encontrado morto em sua casa em Hollywood por sua noiva, modelo e futura criadora de The Love Boat, Jeraldine Saunders. Ele se enforcou no banheiro enquanto usava lingerie feminina. Seu corpo estava coberto de palavras e desenhos explícitos feitos com batom vermelho.
Dinheiro e equipamentos fotográficos sumiram, mas não havia sinais de arrombamento. A polícia, chamando-o de "um caso bastante incomum", originalmente disse que foi suicídio, mas o legista adjunto não encontrou nenhuma evidência de crime nem qualquer indicação de que ele planejava tirar a própria vida e considerou sua morte acidental, resultado de asfixia autoerótica. Dekker foi cremado e seus restos mortais foram enterrados no Garden State Crematory em North Bergen, Nova Jersey.
Dekker tem uma estrela na categoria de cinema na Calçada da Fama de Hollywood no 6620 Hollywood Boulevard.

## Filmografia
| Ano  | Título                           | Papel                               | Notas                                                         |
| ---- | -------------------------------- | ----------------------------------- | ------------------------------------------------------------- |
| 1937 | The Great Garrick                | M. LeBrun                           | crédito com Albert Van Dekker                                 |
| 1937 | She Married an Artist            | Whitney Holton                      |                                                               |
| 1938 | Extortion                        | Jeffrey Thompson                    | crédito com Albert Van Dekker                                 |
| 1938 | The Lone Wolf in Paris           | Marquis Louis de Meyerson           |                                                               |
| 1938 | Marie Antoinette                 | Comte de Provence                   | crédito com Albert Van Dekker                                 |
| 1938 | The Last Warning                 | Higgs, o Mordomo                    |                                                               |
| 1939 | Paris Honeymoon                  | Bêbado Amoroso                      | não creditado                                                 |
| 1939 | Hotel Imperial                   | Sargento                            | não creditado                                                 |
| 1939 | Never Say Die                    | Segundo de Kidley                   | não creditado                                                 |
| 1939 | The Man in the Iron Mask         | Luís XIII                           |                                                               |
| 1939 | Beau Geste                       | Legionário Schwartz                 |                                                               |
| 1939 | The Great Commandment            | Longuinho                           |                                                               |
| 1940 | Strange Cargo                    | Moll                                | com Clark Gable e Joan Crawford                               |
| 1940 | Dr. Cyclops                      | Dr. Thorkel                         |                                                               |
| 1940 | Rangers of Fortune               | George Bird                         |                                                               |
| 1940 | Seven Sinners                    | Dr. Martin                          | com John Wayne; título alternativo: Cafe of the Seven Sinners |
| 1941 | Blonde Inspiration               | Phil Hendricks                      |                                                               |
| 1941 | You're the One                   | Luke Laramie                        |                                                               |
| 1941 | Reaching for the Sun             | Herman                              |                                                               |
| 1941 | Honky Tonk                       | Brazos Hearn                        | com Clark Gable e Lana Turner                                 |
| 1941 | Buy Me That Town                 | Louie Lanzer                        |                                                               |
| 1941 | Among the Living                 | John Raden / Paul Raden             |                                                               |
| 1942 | The Lady Has Plans               | Barão Von Kemp                      |                                                               |
| 1942 | Star Spangled Rhythm             | Ele mesmo                           | não creditado                                                 |
| 1942 | Yokel Boy                        | 'Buggsy' Malone                     |                                                               |
| 1942 | In Old California                | Britt Dawson                        | com John Wayne                                                |
| 1942 | Night in New Orleans             | Tenente da polícia William Richards |                                                               |
| 1942 | Wake Island                      | Shad McClosky                       |                                                               |
| 1942 | The Forest Rangers               | Twig Dawson                         |                                                               |
| 1942 | Once Upon a Honeymoon            | Gastón Le Blanc                     |                                                               |
| 1943 | Buckskin Frontier                | Gideon Skene                        |                                                               |
| 1943 | The Kansan                       | Steve Barat                         |                                                               |
| 1943 | In Old Oklahoma                  | Jim "Hunk" Gardner                  | com John Wayne; título alternativo: War of the Wildcats       |
| 1943 | The Woman of the Town            | Bat Masterson                       | com Claire Trevor como Dora Hand                              |
| 1944 | The Hitler Gang                  | Narrador                            | não creditado                                                 |
| 1944 | Experiment Perilous              | 'Clag' Claghorne                    |                                                               |
| 1945 | Salome Where She Danced          | Von Bohlen                          |                                                               |
| 1945 | Incendiary Blonde                | Joe Cadden                          |                                                               |
| 1945 | Hold That Blonde                 | Inspetor de polícia Callahan        |                                                               |
| 1946 | The French Key                   | Johnny Fletcher                     |                                                               |
| 1946 | Suspense                         | Frank Leonard                       |                                                               |
| 1946 | The Killers                      | Big Jim Colfax                      | título alternativo: A Man Alone                               |
| 1946 | Two Years Before the Mast        | Brown                               |                                                               |
| 1947 | California                       | Sr. Pike                            |                                                               |
| 1947 | Slave Girl                       | Pasha                               |                                                               |
| 1947 | Wyoming                          | Duke Lassiter                       |                                                               |
| 1947 | The Pretender                    | Kenneth Holden                      |                                                               |
| 1947 | Cass Timberlane                  | Boone Havock                        |                                                               |
| 1947 | The Fabulous Texan               | Gibson Hart                         |                                                               |
| 1947 | Gentleman's Agreement            | John Minify                         | com Gregory Peck e Celeste Holm                               |
| 1948 | Fury at Furnace Creek            | Edward Leverett                     |                                                               |
| 1948 | Lulu Belle                       | Mark Brady                          |                                                               |
| 1949 | Tarzan's Magic Fountain          | Sr. Trask                           |                                                               |
| 1949 | Bride of Vengeance               | Vanetti                             |                                                               |
| 1949 | Search for Danger                | Kirk                                |                                                               |
| 1950 | The Kid from Texas               | Alexander Kain                      |                                                               |
| 1950 | Destination Murder               | Armitage                            |                                                               |
| 1950 | The Furies                       | Mr. Reynolds                        |                                                               |
| 1951 | As Young as You Feel             | Louis McKinley                      |                                                               |
| 1952 | Wait Till the Sun Shines, Nellie | Lloyd Slocum                        |                                                               |
| 1954 | The Silver Chalice               | Kester                              |                                                               |
| 1955 | East of Eden                     | Will Hamilton                       | com James Dean                                                |
| 1955 | Kiss Me Deadly                   | Dr. G.E. Soberin                    |                                                               |
| 1955 | Illegal                          | Frank Garland                       |                                                               |
| 1957 | She Devil                        | Dr. Richard Bach                    |                                                               |
| 1958 | Machete                          | Don Luis Montoya                    |                                                               |
| 1959 | The Sound and the Fury           | Earl Snopes                         |                                                               |
| 1959 | These Thousand Hills             | Marshal Conrad                      |                                                               |
| 1959 | Middle of the Night              | Walter Lockman                      | com Fredric March e Kim Novak                                 |
| 1959 | The Wonderful Country            | Capitão Rucker do Texas Ranger      |                                                               |
| 1959 | Suddenly, Last Summer            | Dr. Lawrence J. Hockstader          |                                                               |
| 1965 | Once Upon a Tractor              | Coronel                             | curta                                                         |
| 1966 | Gammera, the Invincible          | Secretário de Defesa                |                                                               |
| 1967 | Come Spy with Me                 | Walter Ludeker                      |                                                               |
| 1969 | The Wild Bunch                   | Pat Harrigan                        | Lançado postumamente; (último papel no cinema)                |

| Ano  | Título                        | Papel                     | Notas                                           |
| ---- | ----------------------------- | ------------------------- | ----------------------------------------------- |
| 1951 | Pulitzer Prize Playhouse      | George Washington         | episódio: "Valley Forge"                        |
| 1952 | Studio One                    | Billy Bones               | episódio: "Treasure Island"                     |
| 1955 | Goodyear Television Playhouse |                           | episódio: "The Chivington Raid"                 |
| 1956 | Climax!                       | Cervejeiro                | episódio: "Fear Is the Hunter"                  |
| 1959 | Decoy                         | Otto Flagler              | episódio: "High Swing"                          |
| 1960 | The Witness                   | Jimmy Hines               | episódio: "Jimmy Hines"                         |
| 1961 | Route 66                      | Frank Ivy                 | episódio: "The Newborn"                         |
| 1964 | Kraft Suspense Theatre        | Karl Hesse                | episódio: "The World I Want"                    |
| 1965 | Seaway                        | Capitão Marland           | episódio: "The 34th Man"                        |
| 1965 | Rawhide                       | Josh Breeden e Jonas Bolt | episódios: Josh & Crossing at White Feather     |
| 1965 | The Trials of O'Brien         | George Brewer             | episódio: "Bargain Day on the Street of Regret" |
| 1966 | Mission: Impossible           | Coronel Shtemenko         | episódio: "The Short Tail Spy"                  |
| 1966 | Death of a Salesman           | Tio Ben                   | Produção CBS-TV                                 |
| 1967 | The Man from U.N.C.L.E.       | Harry Beldon              | episódio: "The Summit-Five Affair"              |
| 1968 | Run for Your Life             | Senhor Harry Hiller       | episódio: "A Dangerous Proposal"                |
| 1968 | Bonanza                       | Barney Sturgess           | episódio: "The Bottle Fighter"                  |
| 1968 | I Spy                         | Indris                    | episódio: "Shana"                               |